# Rupert Blue

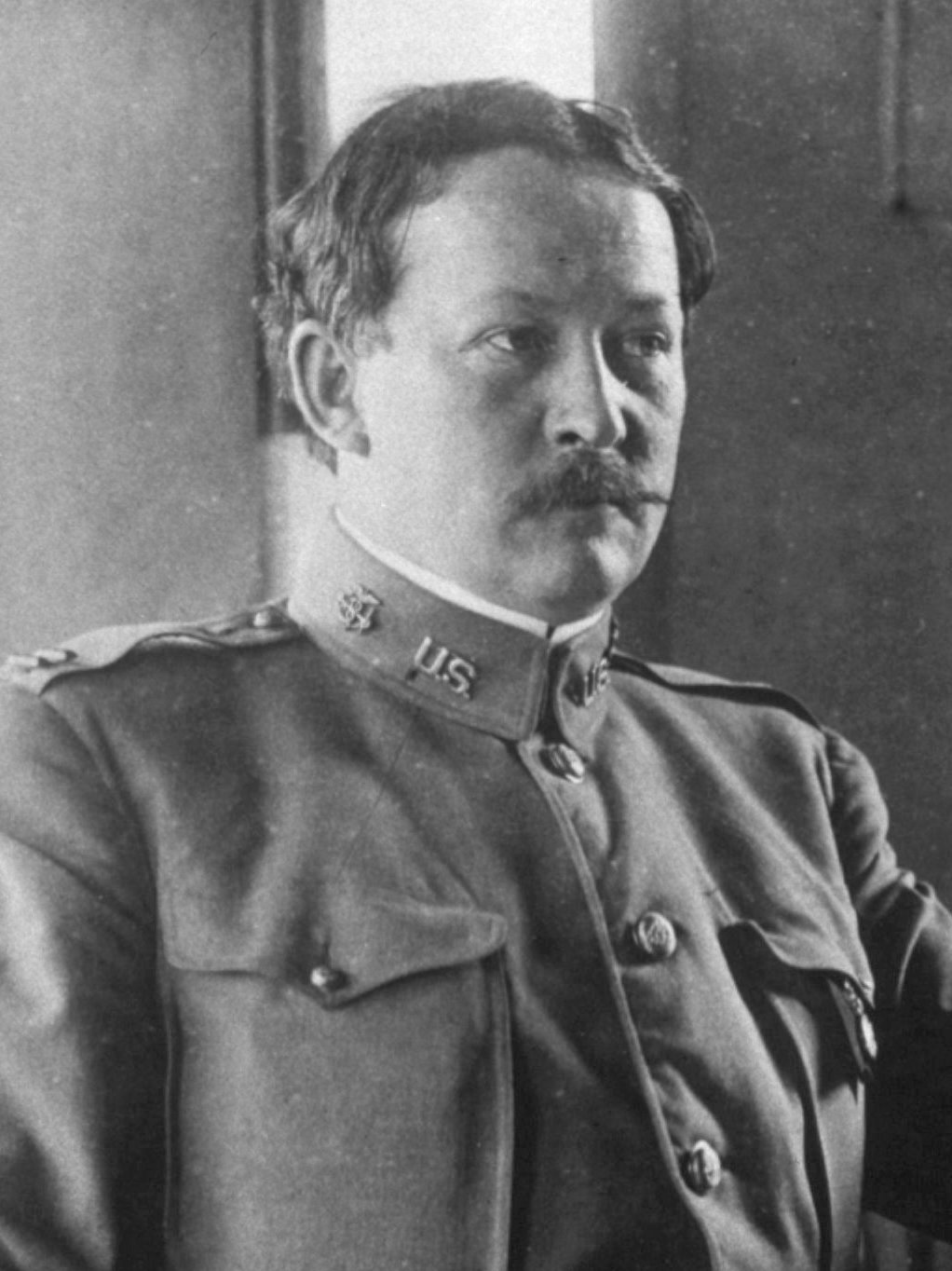
Rupert Blue, 1909

Rupert Blue (* 30. März 1868 im Richmond County, North Carolina; † 12. April 1948 in Charleston, South Carolina) war ein US-amerikanischer Mediziner und von 1912 bis 1920 Surgeon General of the United States. In seine Amtszeit fiel der Ausbruch der Spanischen Grippe. Ihm wird heute vorgeworfen, dass er damals unzureichende Maßnahmen traf, um die Krankheitsausbreitung wenigstens zu verlangsamen.
Blue besuchte von 1889 bis 1890 die University of Virginia und erhielt seine medizinische Ausbildung an der University of Maryland, von der er 1892 graduierte. Mit dem Public Health Service hatte er erstmals 1892 zu tun. Vom 11. Juni 1892 bis zum 2. März 1893 absolvierte er ein Praktikum in dieser Organisation. Eine Festanstellung erhielt er dort ab dem 3. März 1893. Er fiel durch Kompetenz und energisches Vorgehen bei Pest- und Cholera-Epidemien in San Francisco auf und wurde aufgrund dieser Erfolge zum Leiter des Public Health Service und der Organización Panamericana de la Salud ernannt.
Mit der Teilnahme der Vereinigten Staaten am Ersten Weltkrieg im Jahre 1917 sah sich Blue mit einer zunehmenden Knappheit von Ärzten und Pflegepersonal konfrontiert. In diese Zeit fiel auch der Ausbruch der Spanische Grippe, einer besonders aggressiven und tödlichen Form der Influenza. Obwohl früh vor den verheerenden Auswirkungen gewarnt, reagierte Blue sehr nachlässig und spät. Zwar wurde der Public Health Service bereits am Jahresanfang 1918, während der sog. ersten Welle, vor der Krankheit gewarnt, aber erste halbherzige Quarantäneanstrengungen wurden erst im August angeordnet, als die noch einmal tödlichere zweite Welle Tausende tötete.